# 가재울로 (인천)
가재울로(Gajaeul-ro)는 인천광역시 서구 가좌동에서 부평구 십정동까지 이르는 인천광역시도로, 총 연장은 1.92 km이다.

## 유래
가재가 많은 개울 및 시내 등을 각각 의미하며, 가좌동의 어원이 된 말을 인용하여 제명되었다.

## 역사
- 2009년 7월 6일 : 도로명으로 가재울로를 고시

## 주요 경유지
- 서구
  - 가좌3동
- 부평구
  - 십정1동

## 접촉하는 도로
- 장고개로 (기점)
- 가좌로 (교차)
- 경원대로 (종점, 이후에는 경원대로994번길과 직결)

## 주변 건물 및 시설
- 나라자동차정비공업사 (가재울로 5/가좌동 552-29)
- 에이피엠 (가재울로 9/가좌동 552-25)
- 희성금속 (가재울로 14/가좌동 548-1)
- 백천기계 (가재울로 15/가좌동 552-41)
- 자누스코리아 (가재울로 20/가좌동 548-14)
- 헬리녹스 (가재울로 24/가좌동 548-9)
- 리팩 (가재울로 27/가좌동 552-27)
- 재인써키트 (가재울로 30/가좌동 548-17)
- 이오시스템 (가재울로 38/가좌동 542-7)
- 티바이오텍 (가재울로 43-5/가좌동 541-12)
- 비에이치 제2공장 (가재울로 48/가좌동 542-16)
- 동아알루미늄 (가재울로 54/가좌동 542-3)
- 한국화학융합연구시험연구원 (가재울로 68/가좌동 539-8)
- 하도공장 (가재울로 95/가좌동 530-2)
- 테크노1공장 (가재울로 129/십정동 563-9)
- 테크노2공장 (가재울로 137/십정동 563-10)
- 한광옵토 (가재울로 145/십정동 563-4)
- 주안중앙교회 (가재울로 167/십정동 557-47)